# Южный Судан на юношеских Олимпийских играх
Южный Судан принимает участие в юношеских Олимпийских играх: в летних Играх — начиная с Игр 2018 года, в зимних Играх — на настоящее время не принимали участия ни разу.
Спортсмены Южного Судана на всех юношеских Олимпийских играх на настоящий момент не выиграли ни одной медали.

## Медальный зачёт

### Медали на летних юношеских Олимпийских играх
| Игры              | Участников | Золото | Серебро | Бронза | Всего | Место |
| 2018 Буэнос-Айрес | 3          | 0      | 0       | 0      | 0     | —     |
| Всего             | Всего      | 0      | 0       | 0      | 0     | —     |